# Phó Tổng thống Myanmar
Phó Tổng thống Miến Điện còn được gọi là Phó Tổng thống Myanmar, là chức vụ cấp cao thứ hai trong chính phủ của nước Cộng hòa Liên bang Myanmar. Chức vụ được thành lập theo Hiến pháp Miến Điện năm 2008 và đứng dưới chức vụ Tổng thống. Chức vụ có hiệu lực vào ngày 30 tháng 3 năm 2011, khi chính phủ mới thừa nhận quyền lực hợp pháp.
Có hai Phó tổng thống trong chính phủ.

## Danh sách Phó Tổng thống của Miến Điện/Myanmar (2011-nay)

### Phó Tổng thống thứ nhất
| STT | STT | Tên (Sinh–mất)            | Chân dung | Nhậm chức           | Miễn chức           | Nhiệm kỳ        | Đảng chính trị                        |
| --- | --- | ------------------------- | --------- | ------------------- | ------------------- | --------------- | ------------------------------------- |
|     | 1   | Tin Aung Myint Oo (1950–) |           | 30 tháng 3 năm 2011 | 1 tháng 7 năm 2012  | 1 năm, 93 ngày  | Đảng Liên minh Đoàn kết và Phát triển |
|     | 2   | Sai Mauk Kham (1950–)     |           | 1 tháng 7 năm 2012  | 30 tháng 3 năm 2016 | 3 năm, 273 ngày | Đảng Liên minh Đoàn kết và Phát triển |
|     | 3   | Myint Swe (1951–)         |           | 30 tháng 3 năm 2016 | Đương nhiệm         | 8 năm, 359 ngày | Đảng Liên minh Đoàn kết và Phát triển |

### Phó Tổng thống thứ 2
| STT | STT | Tên (Sinh–mất)         | Chân dung | Nhậm chức           | Miễn chức           | Nhiệm kỳ        | Đảng chính trị                        |
| --- | --- | ---------------------- | --------- | ------------------- | ------------------- | --------------- | ------------------------------------- |
|     | 1   | Sai Mauk Kham (1950–)  |           | 30 tháng 3 năm 2011 | 1 tháng 7 năm 2012  | 1 năm, 93 ngày  | Đảng Liên minh Đoàn kết và Phát triển |
|     | 2   | Nyan Tun (1954–)       |           | 15 tháng 8 năm 2012 | 30 tháng 3 năm 2016 | 3 năm, 228 ngày | Đảng Liên minh Đoàn kết và Phát triển |
|     | 3   | Henry Van Thio (1958–) |           | 30 tháng 3 năm 2016 | Đương nhiệm         | 8 năm, 359 ngày | Liên minh Quốc gia vì Dân chủ         |